# Horatio Spafford
Horatio Gates Spafford (né le 20 octobre 1828 à Troy, New York, mort le 16 octobre 1888 à Jérusalem) était un célèbre avocat américain et ancien de l'église presbytérienne, surtout connu pour être l'auteur des paroles du cantique chrétien It Is Well with My Soul, écrit à la suite d'une tragédie familiale dans laquelle quatre de ses filles sont mortes.

## Biographie

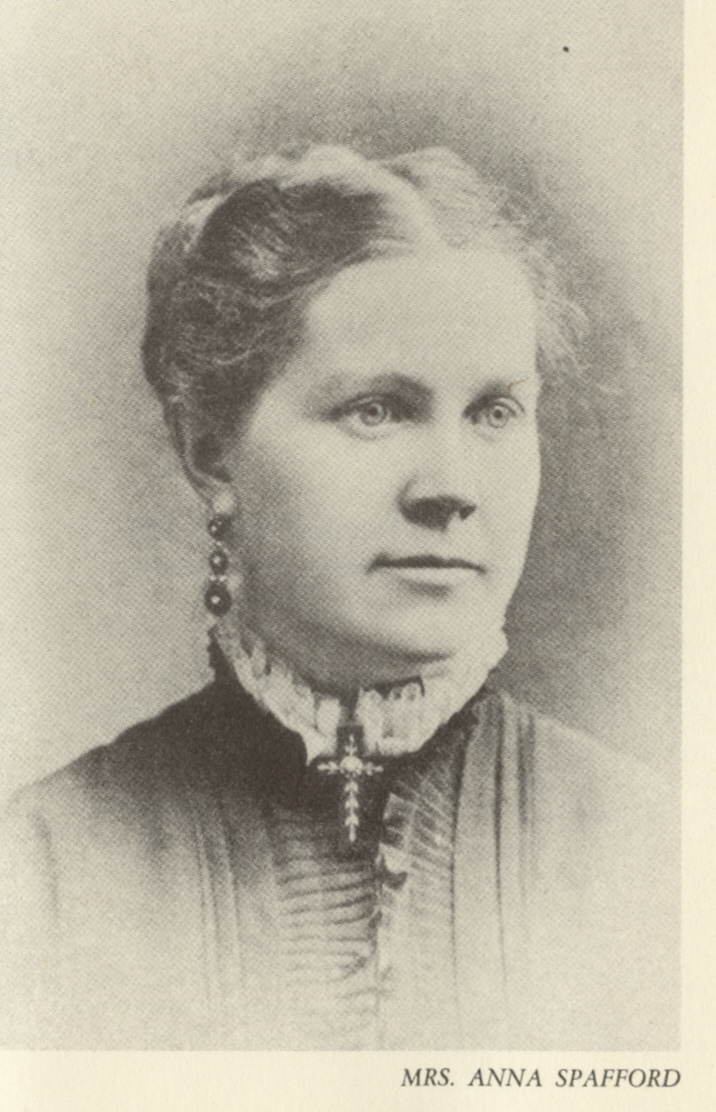
Anna Spafford

Fils du journaliste gazetier Horatio Gates Spafford et d'Elizabeth Clark Hewitt Spafford, il épouse Anna Larsen, de Stavanger (en Norvège), le 5 septembre 1861 à Chicago. Les Spafford sont bien connus à Chicago dans les années 1860 ; lui est un éminent avocat, associé principal d'un grand et prospère cabinet d'avocats. Ce sont également d'éminents partisans et des amis proches de l'évangéliste Dwight L. Moody.
Au printemps de 1871, Spafford investit dans l'immobilier dans l'expansion de Chicago vers le nord. Lorsque le Grand incendie de Chicago réduit la ville en cendres, en octobre de la même année, il détruit aussi la plupart des considérables investissements de Spafford.

## Le naufrage duVille du Havre
En 1873, la famille décide de partir en vacances quelque part en Europe, et choisit l'Angleterre, sachant que leur ami Dwight L. Moody allait y prêcher à l'automne. Horatio est retardé pour des raisons professionnelles, et sa femme et ses quatre filles, Anna, dite « Annie » (11 ans), Margaret Lee dite « Maggie » (9 ans), Elizabeth, dite « Bessie » (5 ans), et Tanetta (2 ans) partent en premier.
Le 22 novembre 1873, lors de la traversée de l'Atlantique, le bateau à vapeur Ville-du-Havre coule, percuté par un autre navire. 226 personnes perdent leur vie, y compris les quatre filles de Spafford. Anna Spafford survit à la tragédie. Dès son arrivée en Grande-Bretagne, elle envoie un télégramme à Spafford commençant par « Seule sauve ». Spafford embarque pour l'Angleterre, en passant sur le lieu de décès de ses filles. Selon Bertha Spafford Vester, une fille née après la tragédie, Spafford écrit le cantique It Is Well with My Soul lors de ce voyage.

## Des années plus tard
À la suite du naufrage du Ville du Havre, Anna donne naissance à trois autres enfants. Mais le 11 février 1880, leur fils, Horatio Goertner Spafford, décède à l'âge de trois ans de la scarlatine. Puis naîtront Bertha Hedges Spafford (née le 24 mars 1878) et Grace Spafford (née le 18 janvier 1881).
Leur église presbytérienne considéra leur tragédie comme une punition divine. Les Spaffords fondèrent une secte messianique, appelée « les Vainqueurs » par la presse américaine. En août 1881, les Spafford s'installent à Jérusalem avec un groupe de treize adultes et trois enfants et fonde une colonie américaine. La colonie, rejointe plus tard par des chrétiens suédois, s'engage dans des activités philanthropiques auprès des habitants de Jérusalem, indépendamment de leur appartenance religieuse et sans prosélytisme, afin de gagner la confiance des musulmans, des juifs et des chrétiens. Après la Première Guerre mondiale, la colonie américaine joue un rôle essentiel dans le soutien de ces communautés par des soupes populaires, des hôpitaux, des orphelinats et d'autres activités caritatives.